# Council for National Policy
Das Council for National Policy (CNP) ist eine 1981 von dem Evangelikalen Tim LaHaye gegründetes konservatives Forum zur Förderung der politischen und christlichen Rechten, dessen mehr als 450 Mitglieder US-amerikanische Führungspersonen aus den Bereichen der Regierung, der Geschäftswelt, den Medien, den religiösen Organisationen und dem akademischen Bereich umfassen. Nach eigenen Angaben teilen die Mitglieder den Glauben an freies Unternehmertum, eine starke nationale Verteidigung und die Unterstützung für traditionelle westliche Werte.
Das Council for National Policy ist als konservative Alternative zum Council on Foreign Relations gedacht. Es wurde von der New York Times als wenig bekannter Club bestehend aus mehreren hundert der einflussreichsten US-Konservativen charakterisiert, welche sich dreimal im Jahr hinter verschlossenen Türen treffen, um zu planen, wie die USA politisch nach rechts gesteuert werden können. Neben Tim LaHaye waren Nelson Bunker Hunt, T. Cullen Davis, William Cies und Paul Weyrich Gründungsmitglieder.
Edgar Prince, Vater des als Chef des Sicherheits- und Militärunternehmens Academi (bis 2009 Blackwater Worldwide, bis 2011 Xe Services LLC) bekannt gewordenen Erik Prince, war zeitweise Vizepräsident des Council for National Policy. Ebenso war seine Frau Elsa Prince aktives Mitglied des Councils sowie mehreren rechtsgerichteten religiösen Organisationen. Deren Sohn Erik Prince hat Geld an das Council for National Policy gespendet und arbeitet sehr eng mit einigen Schlüsselfiguren des Councils zusammen.
Obwohl die Mitgliederlisten geheim sind, sind in der Vergangenheit Mitglieder- und Mailinglisten bekannt geworden. Demnach stehen mehrere prominente Personen der US-Rechten in Verbindung mit der Organisation. Als Mitglieder sind dort z. B. der durch den Iran-Contra-Skandal bekannt gewordene Oliver North, der politische Lobbyist Jack Abramoff, der spätere Mehrheitsführer der Republikaner im US-Kongress Richard Armey, der Fernsehprediger Pat Robertson, der Gründer der evangelikalen Organisation Focus on the Family James Dobson, und der Förderer der Intelligent-Design-Bewegung Howard F. Ahmanson aufgeführt. Neben diesen prominenten Personen sind oder waren noch zahlreiche weitere in der Öffentlichkeit weniger bekannte aber einflussreiche Personen Mitglied, so etwa der inzwischen verstorbene Winston Weaver, der seit 1964 im Direktorium der christlich-evangelikalen Hilfs- und damaligen Missionsorganisation World Vision war, in den späten 1980ern Chairman von World Vision US wurde und auch dem evangelikalen Netzwerk The Family angehörte.
Das jährliche Budget der Organisation umfasst zwischen 1,5 und 2 Millionen US-$. Vor seiner Präsidentschaftskandidatur 2016 hielten Donald Trump sowie die Kandidaten Ben Carson, Jim Gilmore, Lindsey Graham, Rand Paul und Rick Santorum vor der Organisation je eine 30-minütige Ansprache, auch der damalige Wahlkampfchef von Ted Cruz war Mitglied. Ansprachen bei der Organisation hielten auch George W. Bush, Dick Cheney und der Supreme-Court-Richter Clarence Thomas. Verschiedene einfache und Vorstandsmitglieder hatten Kontakte zur rassistischen radikalen Rechten, so kaufte Tony Perkins, der Präsident des Family Research Councils, einer Lobbygruppe der religiösen Rechten, eine Mailingliste von David Duke, dem Chef des Ku-Klux-Klans, und hielt eine Ansprache vor dem die White Supremacy propagierenden Council of Conservative Citizens. Ein anderes Vorstandsmitglied, Michael Peroutka, war auch im Vorstand der League of the South, die die Vorherrschaft der weißen Rasse und die erneute Sezession der Südstaaten anstrebt. Der Verschwörungstheoretiker Jerome Corsi, der in einem 2014 erschienenen Buch behauptete, Adolf Hitler und Eva Braun seien 1945 nach Argentinien geflohen, und sein Arbeitgeber Joseph Farah, Betreiber der ultrakonservativen Webseite World Net Daily, sowie der Vorsitzende der evangelikalen Anti-LGBT-Organisation Liberty Counsel, Mat Staver, waren ebenfalls Vorstandsmitglieder. Zu den übrigen Mitgliedern gehören mehrere Millionäre wie der Amway-Gründer Richard DeVos und der Aktienhändler Foster Friess, ein Großspender für die politischen Fonds der Koch-Brüder. Zahlreiche Redakteure konservativer Zeitungen, Radiostationen und Webseiten, darunter der Meinungschef der ultrakonservativen Washington Times, konservative Unternehmer und Nachwuchspolitiker sind ebenfalls Mitglieder. Das Southern Poverty Law Center sieht das Council for National Policy als Bindeglied zwischen dem etablierten Konservatismus und der radikalen und rassistischen Rechten.